# SummerSlam (2002)
SummerSlam (2002) — щорічне pay-per-view шоу «SummerSlam», що проводиться федерацією реслінгу WWE. Шоу відбулося 25 серпня 2002 року в Нассау-Ветеранс-Меморіал-колісіум у м.Юніондейл (Нью-Йорк), США. Це було 15 шоу в історії «SummerSlam». Вісім матчів відбулися під час шоу та ще один перед показом.